# Charity Williams
Charity Williams (20 de outubro de 1996) é uma ruguebolista de sevens canadense, medalhista olímpica.

## Carreira
Charity Williams integrou o elenco da Seleção Canadense Feminina de Rugby Sevens medalha de bronze na Rio 2016.
Ela foi escolhida para as Olimpíadas de Verão de 2024 em Paris, França. A equipe ganhou uma medalha de prata, vindo de 0-12 atrás para derrotar a Austrália por 21-12 nas semifinais, antes de perder a final para a Nova Zelândia.